# Vítor Gaspar
Vítor Louçã Rabaça Gaspar, né le 9 novembre 1960 est un économiste, professeur d'université et ministre d'État et ministre des Finances du XIXe gouvernement constitutionnel portugais de 2011 à 2013. Il est depuis septembre 2014 le directeur du Département des finances publiques du FMI.

## Biographie

### Jeunesse et études
Fils de Vítor Manuel Rabaça Gaspar (né en 1934) et de Maria Laura Seixas Louçã (née en 1930) et cousin germain de Francisco Louçã, Vítor Gaspar est titulaire d'une licence d'Économie obtenue à la Faculté des Sciences humaines de l'université Catholique portugaise en 1982, et en 1988 un doctorat en Économie à l'université nouvelle de Lisbonne.

### Carrière européenne
Il est membre suppléant du Comité monétaire européen de 1989 à 1998 et représentant personnel du ministre des finances à l'IGC qui a conduit au traité de Maastricht, il fut chef du comité entre 1994 et 1998 et membre du Cabinet des consultants politiques de la Commission européenne de 2005 à 2006. En janvier 2007, il devient chef de son département.

### Carrière portugaise
Au Portugal, il est conseiller spécial de la Banque du Portugal et directeur général du service de la recherche de la Banque centrale européenne de septembre 1998 à décembre 2004. Il fut également directeur du département des enquêtes et statistiques de la Banque du Portugal et directeur des études économiques du ministère des finances.

### Ministre des Finances
Le 21 juin 2011, il est nommé ministre des Finances, avec rang de ministre d'État, dans le gouvernement de centre-droit dirigé par Pedro Passos Coelho. Il démissionne le 1er juillet 2013.

### Fonds monétaire international
Il est maintenant Directeur du Département des finances publiques du Fonds monétaire international.

### Écrivain
Gaspar est également écrivain et a publié plusieurs livres et articles dans des revues scientifiques, notamment « Public Choice », «  European Economic Review », « Journal of the European Economic Association » et le « Journal of Development Economics ».

### Vie privée
Il épouse le 5 mars 1985 Sílvia Luz, avec qui il a trois filles Catarina (née en 1986), Marta (née en 1991) et Madalena (née en 1998).